# Вулиця Голинського (Львів)
Вулиця Голинського — вулиця у Личаківському районі міста Львів, місцевість Великі Кривчиці. Пролягає від вулиці Личаківської до вулиці Глинянський Тракт.

## Історія та забудова
Вулиця виникла у 1930-х роках, з 1933 року мала назву Бівакова, через те, що за часів польсько-української війни 1918—1919 років у цій місцевості розташовувалися польські війська (у період нацистської окупації — Бівакґассе). Сучасну назву вулиця отримала у 1991 році, на честь Михайла Голинського, українського співака.
Забудована одноповерховими будинками різних часів — від 1930-х років до сучасності.